# IC 515
IC 515 ist eine linsenförmige Galaxie vom Hubble-Typ S0/a pec im Sternbild Hydra südlich der Ekliptik. Sie ist schätzungsweise 388 Millionen Lichtjahre von der Milchstraße entfernt und hat einen Durchmesser von etwa 85.000 Lichtjahren.
Im selben Himmelsareal befinden sich u. a. die Galaxien NGC 2616, IC 514, IC 516, IC 517.
Das Objekt wurde am 21. März 1893 vom französischen Astronomen Stéphane Javelle entdeckt.